# Canyon Climber
 (août 2020).
Si vous disposez d'ouvrages ou d'articles de référence ou si vous connaissez des sites web de qualité traitant du thème abordé ici, merci de compléter l'article en donnant les références utiles à sa vérifiabilité et en les liant à la section « Notes et références ».
Canyon Climber est un jeu vidéo de plates-formes développé par Tim Ferris et publié par Tandy corporation en 1982 sur TRS 80 Coco avant d'être porté sur Apple II et Atari 8-bit par DataSoft. Une version spécifique pour l'écran du TRS 80 Coco 3 (mode RGB) a été créé. Le jeu a également été développé sur NEC PC 6001 Il s'agit d'un jeu proche de plate forme à écran fixe où le personnage doit récupérer des objets dans un canyon en évitant de se faire bousculer par des bouquetins. La mécanique du jeu est proche de Space Panic.